# Джон Кордьє
Джон Кордьє (фр. John Cordier; 1 вересня 1941, Ауденбург — 22 січня 2002, Бонгейден) — бельгійський підприємець і політик від Соціально-християнської партії Бельгії.

## Біографія
Він почав свою професійну кар'єру як радист на океанському судні. У 1969 році заснував власну компанію Telindus. Під його керівництвом компанія стала однією з найбільших європейських мережевих інтеграторів. Перший набір модемів він назвав на честь своїх дочок. В даний час компанія знаходиться в Гасроде, Бельгія — поруч Левеном і має офіси по всій Європі і Південно-Східній Азії.
У світі спорту Кордьє теж дуже активно брав участь: він був 11 років президентом бельгійського футбольного клубу «Мехелен». Він привів до клубу топового тренера Ада де Моса і ряд збірників, таких як Мішель Прюдомм, Грам Рутьєс, Джон Босман, Філіп, Альбер, Марк Еммерс і Ервін Куман. Під його керівництвом і завдяки його фінансовій підтримці клубу в цей період (1982—1993) став одним з лідерів бельгійського футболу, а головним досягненням стали перемоги над «Аяксом» в 1988 році у фіналі Кубка володарів кубків УЄФА, а через кілька місяців після цього і перемога в матчі за Суперкубок УЄФА з ПСВ.
На початку 1990-х пішов Telindus потрапив у фінансові проблеми, і Кордьє вирішив відмовитись від «Мехелена». Клуб залишався фінансово стабільним лише завдяки продажу кількох гравців, серед іншого, до складу головного конкурента «Андерлехта». Після відставки Кордьє як голови клубу, «Мехелен» поступово почав падати вниз, в основному тому, що не вистачало фінансових ресурсів. Крім того Кордьє також брав активну роль у культурному світі, як голова правління Королівського балету Фландрії. Крім того, він був до 1995 року голова організації роботодавців Fabit, відповідальним за сектор електроніки, інформації та телекомунікацій в Fabrimetal.
Джон Кордье помер 22 січня 2002 від зупинки серця. Йому було 60 років.